# 斯蒂芬敦 (紐約州)
斯蒂芬敦（英語：Stephentown）是一個位於美國紐約州倫塞勒縣的鎮。

## 人口
根據2020年美國人口普查的數據，斯蒂芬敦的面積為150.44平方千米，當中陸地面積為149.93平方千米，而水域面積為0.51平方千米。當地共有人口2791人，而人口密度為每平方千米19人。